# Батьки (Рязанская область)
Батьки́ — посёлок сельского типа в Сасовском районе Рязанской области России. Административный центр Батьковского сельского поселения.

## Географическое положение
Посёлок находится в центре Сасовского района, в 18 км к юго-востоку от райцентра на реке Вялса.
Ближайшие населённые пункты:
- деревня Таировка в 6 км к северо-востоку по грунтовой песчаной дороге (там же ближайшая железнодорожная платформа 395 км);
- село Шурмашь в 5 км к востоку по асфальтированной дороге;
- село Арга в 2 км к югу по асфальтированной дороге;
- село Вялсы в 2 км к западу по асфальтированной дороге.

Ближайшая железнодорожная станция Берестянки в 10 км к северу по асфальтированной дороге.

## Природа

Батьковское водохранилище. 2010 г.

#### Климат
Климат умеренно континентальный с умеренно жарким летом (средняя температура июля +19 °С) и относительно холодной зимой (средняя температура января −11 °С). Осадков выпадает около 600 мм в год.

#### Рельеф
Высота над уровнем моря 93—112 м. Рельеф довольно однообразный, плоский, за исключением прибрежных участков.

#### Гидрография
Находятся преимущественно на левом берегу реки Вялсы, а также на левом берегу образованного плотиной водохранилища.

#### Почвы
Почвы преимущественно супесчаные, песчаные.

#### Растительность
Батьки расположены в зоне смешанных лесов. Высокая залесённость окрестностей. Доля пашни незначительна. Наиболее распространённые породы деревьев — сосна (в основном, искусственные насаждения), берёза, осина.

#### Животный мир
Животный мир также разнообразен. Из крупных млекопитающих в окрестных лесах встречаются кабаны, волки, лисы, зайцы. Ввиду песчаных почв и высокого уровня грунтовых вод довольно много пресмыкающихся — ужи обыкновенные, реже гадюки.

## История
В  селе находился спиртзавод принадлежащий хозяевам усадьбы уездному предводителю дворянства действительному статскому советнику А.Е. Воронцову-Вельяминову (ум. 1910) с женою графиней А.К. Воронцовой-Вельяминовой и до 1917 года их детям В.А. Вельяминову-Воронцову и уездному предводителю дворянства К.А. Воронцову-Вельяминову.
Сохранилось дом управляющего, служебное здание, хозяйственные постройки. конюшня - второй половины - конца XIX века.

#### Административно-территориальное деление
В 1883 г. и по 1913 г. посёлок Батьки входил в Ново-Берёзовскую волость Шацкого уезда Тамбовской губернии.
С 2004 г. и до настоящего времени является административным центром Батьковского сельского поселения.
До этого момента входил в Батьковский сельский округ.

## Население
Абсолютное большинство населения по национальному признаку составляют русские.
| 1984 | 1985 | 1989 | 2002 | 2010 | 2011 | 2012 |
| ---- | ---- | ---- | ---- | ---- | ---- | ---- |
| 940  | →940 | ↘860 | ↘726 | ↘587 | ↗674 | ↘634 |
| 2013 | 2014 |      |      |      |      |      |
| ↗636 | ↘593 |      |      |      |      |      |

## Хозяйство

Шлюз Батьковского водохранилища. 2010 г.

В поселке сооружена проезжая плотина на реке Вялса с регулируемым падением воды 4—6 метров для создания водохранилища, площадью около 60 га, максимальной шириной 450 м и глубиной до 5 м, с целью использования воды для нужд спиртового завода (в данное время, в связи с утратой заводом былой мощности, водохранилище в основном используется в качестве водоема для активного отдыха). В конце 2015 г. полностью заменены 6 стальных щитов шлюза, в связи с чем почти полностью был спущен пруд. На восстановление прежнего уровня воды ушло около недели.
В советский период существовало несколько сельскохозяйственных предприятий, осуществляющих выращивание продукции животноводства (молочно-товарная, свино-товарная, птице-товарная фермы) и растениеводства, а также выращивалось сырье для местного Андреевского спиртзавода. Действовал завод по первичной переработке молока. В данное время спиртзавод не работает, оборудование демонтировано и утилизировано в металлолом. На территории завода остались строения и работающая электрическая подстанция. В середине XX в. на спиртовой завод доставляли торф из располагавшихся в 10 км к югу Тюрлюковских торфоразработок (ныне не используемых). Для этих нужд была построена изолированная ведомственная узкоколейная железная дорога с путевым развитием, общей протяжённостью около 18 км. Однако во второй половине XX в. полотно было разобрано в связи с переходом завода на другой вид топлива и истощения месторождения. В настоящее время остался только вал насыпи.

## Инфраструктура

#### Дорожная сеть
Непосредственно через посёлок проходит тупиковая асфальтированная дорога Сасово — Ключи (61К-047) с тупиковым ответвлением на Аргу (61Н-549).
В 2014 г. на въезде были заменены дорожные знаки.
Около школы знаками и разметкой был обозначен пешеходный переход.
В посёлке 9 улиц: Андреевская, Заводская, Заречная, Лесная, Микрорайон, Молодёжная, Санаторская, Центральная, Школьная.
Асфальтированными являются только транзитные улицы, остальные не имеют покрытия (песчаные).

#### Транспорт
Связь с райцентром осуществляется маршрутом № 111 Сасово — Арга. Автобусы малой либо средней вместимости (в зависимости от дня недели) курсируют круглогодично по данному маршруту два раза в день. Стоимость проезда до Сасово составляет 45 рублей.

#### Связь
Действует отделение связи — почта. Индекс — 391451 (до 01.01.2000 г. 391611). Обслуживает населённые пункты всего Батьковского сельского поселения.
Из операторов сотовой связи большей популярностью пользуется «Теле2». Вышка данного оператора была установлена в 2012 г. при въезде в посёлок со стороны Шурмаши.
У остальных операторов сигнал довольно плохой и нестабильный для уверенного приёма в здании.

#### Инженерная инфраструктура
Электроснабжение. Электроэнергию посёлок получает по транзитной ЛЭП 10 кВ (Фидер № 2 — спиртзавод и несколько жилых домов; фидер 3 — все остальные здания и сооружения) от подстанции 35/10 кВ «Вялсы». Всего 8 трансформаторов, понижающих напряжение до 400 В, один из которых полностью питает спиртзавод. В 2015 г. часть потребителей была частично переподключена к подстанции бывшего спиртзавода для сглаживания нагрузки.
В начале 2000-х гг. проведён газопровод от Сасово.
Центральное водоснабжение — 4 водонапорные башни. Ввиду слабомощных водоупорных горизонтов водопроводная вода имеет слабый запах и привкус.

#### Образование
В Батьках действует основная школа, в которой обучаются местные дети и из близлежащих населённых пунктов — Арги, Вялс и Мордвиново (всего 30 учеников).
В соседнем со школой здании расположен детский сад.

#### Здравоохранение
Совместно с детским садом в одном здании работает фельдшерско-акушерский пункт.

#### Рекреация
В черте поселка, в сосновом бору на берегу водохранилища находится противотуберкулезный санаторий «Сасово».

#### Культура
В центре посёлка, на улице Центральной находится муниципальное здание, в котором располагаются дом культуры, клуб, библиотека.
На территории Батьков два памятника: воинам, погибшим в ВОВ (около школы) и памятник В. И. Ленину (около спиртзавода). Последний находится в полуразрушенном состоянии. Территория вокруг него зарастает кустарником.

## Фотографии

Въезд в Батьки со стороны Сасово. 2010 г.
Сохранившаяся насыпь разобранной узкоколейной железной дороги. 2010 г.